# 마루셋푸역
마루셋푸역(일본어: 丸瀬布駅)은 일본 홋카이도 몬베쓰 군 엔가루정에 위치한 홋카이도 여객철도 세키호쿠 본선의 철도역이다. 역 번호는 A48이며, 섬식 승강장 1면 2선의 구조를 갖춘 지상역이다.

## 타는 곳
| 1 | ■ 세키호쿠 본선 | (상행) | 시라타키 · 가미카와 · 아사히카와 방면 |
| 2 | ■ 세키호쿠 본선 | (하행) | 엔가루 · 기타미 · 아바시리 방면       |

## 역 주변
- 국도 제333호선
- 가미카와 몬베쓰 자동차도 마루셋푸 나들목

## 역사
- 1927년 10월 10일 : 일본국유철도의 역으로서 개업. 일반역.
- 1928년 7월 2일 : 무리신린 철도 개통.
- 1962년 7월 : 무리신린 철도 휴지.
- 1963년 4월 1일 : 무리신린 철도 폐지.
- 1982년 11월 15일 : 화물 취급 폐지.
- 1984년 2월 1일 : 소화물 취급 폐지.
- 1984년 11월 10일 : 간이 위탁화.
- 1987년 4월 1일 : 일본국유철도 분할 민영화에 의해, 홋카이도 여객철도가 승계.
- 1988년 : 역사 개축.
- 1992년 4월 1일 : 간이 위탁 폐지. 완전 무인화.
- 2002년 4월 1일 : 역사 개축.
- 2015년 8월 1일 : 이 역과 시모시라타키 역 사이에서 노반이 쓸려나가 가미카와역~엔가루역간 운행 중단.

## 인접 역
| 세키호쿠 본선                  | 세키호쿠 본선                 | 세키호쿠 본선            |
| ------------------------------ | ----------------------------- | ------------------------ |
| 시라타키 A45 아사히카와 방면   | ■ 세키호쿠 본선 특급 '기타미' | 엔가루 A50 기타미 방면   |
| 세키호쿠 본선                  |                               |                          |
| 시라타키 A45 신아사히카와 방면 | ■ 세키호쿠 본선 보통          | 세토세 A49 아바시리 방면 |